# 佐治亞州第十八志願步兵團
佐治亞州第十八志願步兵團（18th Georgia Volunteer Infantry）是美國南北戰爭時邦聯軍隊中的一支步兵團。

## 成立
佐治亞州第十八步兵團成立於1861年，是伍佛旅的第一支步兵團。其成員多數來自柯布縣，牛頓縣，史提芬斯縣，傑克遜縣，多利縣。

## 隸屬
第十八步兵團是第一兵團中，威廉·伍佛(William T. Wofford)准將之軍旅中的一個步兵團，參與過不少主要戰役。
此步兵團亦曾效力田納西軍團，在西部戰場(主要是田納西州以及佐治亞州)作戰。

## 戰役
- 七天戰役
- 南山之役
- 安提耶坦戰役
- 弗德堡之役
- 錢斯勒斯維爾之役
- 葛底斯堡之役
- 奇克莫加之役（en:Battle of Chickamauga)
- 莽原之役
- 史波特斯凡尼亞郡府之役
- 北安娜之役
- 冷港之役
- 彼得斯堡之役
- 細德溪之役
- 阿波馬托克斯法院之役

## 外部連結
- 佐治亞州第十八志願步兵團歷史